# La Celle-sous-Chantemerle
La Celle-sous-Chantemerle è un comune francese di 167 abitanti situato nel dipartimento della Marna nella regione del Grand Est.

## Società

### Evoluzione demografica
Abitanti censiti